# 群馬県警察部
群馬県警察部（ぐんまけんけいさつぶ）は、戦前の内務省監督下の群馬県が設置した府県警察部であり、群馬県内を管轄区域とする。
1948年（昭和23年）3月6日に廃止となり、群馬県警察部は国家地方警察群馬県本部と前橋市警察などの自治体警察に再編されることになった。

## 沿革
- 1876年（明治9年）8月　熊谷県を廃止。旧上野国部分を群馬県とする。群馬県庁に第四課を設置。
- 1880年（明治13年）4月　群馬県警察本署に改称。
- 1886年（明治19年）8月　群馬県警察本部に改称。
- 1890年（明治23年）10月　群馬県警察部に改称。
- 1905年（明治38年）4月　群馬県第四部に改称。
- 1907年（明治40年）7月　群馬県警察部に改称。
- 1928年（昭和3年）7月　特高課（特別高等警察）を設置。
- 1945年（昭和20年）10月　特別高等警察が廃止。

## 組織
1927年（昭和2年）時点
- 警務課
- 高等警察課
- 刑事課
- 保安課
- 衛生課
- 工場課

## 警察署
1927年（昭和2年）時点
- 前橋警察署
- 大胡警察署
- 高崎警察署
- 藤岡警察署
- 万場警察署
- 富岡警察署
- 下仁田警察署
- 安中警察署
- 松井田警察署
- 伊勢崎警察署
- 境警察署
- 太田警察署
- 館林警察署
- 桐生警察署
- 大間々警察署
- 渋川警察署
- 沼田警察署
- 原町警察署
- 長野原警察署

## 歴代部長
| 代 | 官職名                 | 氏名       | 就任日         | 退任日         | 前職                          | 後職                        | 備考                 |
| -- | ---------------------- | ---------- | -------------- | -------------- | ----------------------------- | --------------------------- | -------------------- |
| -  | 一等警部 警保課長      | 宮田重固   | 1875年12月14日 | 1876年5月31日  | 警察掛総括一等警部            | -                           |                      |
| -  | 一等警部 第四課長      | 宮田重固   | 1876年5月31日  | 1878年1月18日  | -                             | 庶務課長                    |                      |
| -  | 四等警部 第四課長      | 宮部襄     | 1878年1月18日  | 1878年12月12日 | 学務課長                      | -                           |                      |
| -  | 四等警部 警保課長      | 宮部襄     | 1878年12月12日 | 1880年3月22日  | -                             | 学務課長兼衛生課長          |                      |
| -  | 四等警部 警保課長      | 吉見邦直   | 1880年3月22日  | 1880年4月19日  | 出納課長                      | -                           |                      |
| -  | 四等警部 警察本署長    | 吉見邦直   | 1880年4月19日  | 1880年7月15日  | -                             | 西群馬・片岡郡長            |                      |
| -  | 三等警部 警察本署長    | 矢田部正竨 | 1880年7月15日  | 1880年10月29日 | 四等警部                      | 依願免本官                  |                      |
| -  | 四等警部 警察本署長    | 石川重玄   | 1880年10月29日 | 1882年2月22日  | 邑楽郡長                      | 検事                        |                      |
| 1  | 警部長 警察本署長      | 小菅栄脩   | 1882年2月22日  | 1883年4月14日  | 前橋治安裁判所検事            | 依願免本官                  |                      |
| 2  | 警部長 警察本署長      | 河野忠三   | 1883年4月14日  | 1886年7月20日  |                               | -                           |                      |
| 2  | 警部長 警察本部長      | 河野忠三   | 1886年7月20日  | 1886年8月12日  | -                             | 群馬県書記官                |                      |
| 3  | 警部長 警察本部長      | 竹下康之   | 1886年8月12日  | 1887年11月22日 | 内閣属・官報局                | 岐阜県警部長                |                      |
| 4  | 警部長 警察本部長      | 雨宮克     | 1887年11月22日 | 1890年10月11日 | 岐阜県警部長                  | -                           |                      |
| 4  | 警部長 警察部長        | 雨宮克     | 1890年10月11日 | 1893年2月21日  | -                             | 長野県警部長                |                      |
| 5  | 警部長 警察部長        | 川上親義   | 1893年2月21日  | 1893年12月22日 | 警視庁京橋警察署長            | 茨城県警部長                |                      |
| 6  | 警部長 警察部長        | 黒川春造   | 1893年12月22日 | 1896年11月19日 | 秋田県秋田郡長                | 依願免本官                  |                      |
| 7  | 警部長 警察部長        | 永井環     | 1896年11月19日 | 1897年4月26日  |                               | 群馬県書記官                |                      |
| 8  | 警部長 警察部長        | 若林賚蔵   | 1897年4月26日  | 1897年10月23日 | 警視庁小松川警察署長          | 沖縄県警部長                |                      |
| 9  | 警部長 警察部長        | 高木忠雄   | 1897年10月23日 | 1898年2月7日   | 佐賀県書記官                  | 香川県警部長                |                      |
| 10 | 警部長 警察部長        | 秋山久作   | 1898年2月7日   | 1898年6月27日  | 非職長野県警部長              | 奈良県警部長                |                      |
| 11 | 警部長 警察部長        | 井上穆     | 1898年6月27日  | 1899年4月8日   | 奈良県警部長                  | 京都府警部長                |                      |
| 12 | 警部長 警察部長        | 小磯進     | 1899年4月8日   | 1900年10月27日 | 内務属・警保局                | 岡山県警部長                |                      |
| 13 | 警部長 警察部長        | 池松時和   | 1900年10月27日 | 1902年2月8日   | 佐賀県参事官 内務部第一課長   | 岩手県警部長                |                      |
| 14 | 警部長 警察部長        | 原作蔵     | 1902年2月8日   | 1904年3月5日   | 休職鳥取県警部長              | 休職                        |                      |
| 15 | 警部長 警察部長        | 隈元清世   | 1904年3月5日   | 1905年4月19日  | 佐賀県警部長                  | -                           |                      |
| 15 | 事務官 第四部長 警務長 | 隈元清世   | 1905年4月19日  | 1907年7月13日  | -                             | -                           |                      |
| 15 | 事務官 警察部長 警務長 | 隈元清世   | 1907年7月13日  | 1908年3月30日  | -                             | 高知県事務官・警察部長      |                      |
| 16 | 事務官 警察部長 警務長 | 渡部忠寿   | 1908年3月30日  | 1910年11月21日 | 京都府葛野郡長                | 農商務書記官兼参事官        |                      |
| 17 | 事務官 警察部長 警務長 | 岸本康通   | 1910年11月21日 | 1913年6月13日  | 大阪府警務課長                | -                           |                      |
| 17 | 警察部長               | 岸本康通   | 1913年6月13日  | 1914年4月28日  | -                             | 佐賀県内務部長              |                      |
| 18 | 警察部長               | 大島破竹郎 | 1914年4月28日  | 1915年2月2日   | 兵庫県地方課長                | 石川県警察部長              |                      |
| 19 | 警察部長               | 佐々木秀司 | 1915年2月2日   | 1915年8月12日  | 石川県警察部長                | 新潟県警察部長              |                      |
| 20 | 警察部長               | 馬場一衛   | 1915年8月12日  | 1919年4月19日  | 福井県視学官                  | 群馬県内務部長              |                      |
| 21 | 警察部長               | 藤岡兵一   | 1919年4月19日  | 1919年8月21日  | 鳥取県警察部長                | 宮城県警察部長              |                      |
| 22 | 警察部長               | 対馬郁之進 | 1919年8月21日  | 1920年3月10日  |                               | 休職                        |                      |
| 23 | 警察部長               | 金沢正雄   | 1920年3月10日  | 1921年6月3日   | 愛媛県警察部長                | 沖縄県内務部長              |                      |
| 24 | 警察部長               | 浜田虎太郎 | 1921年6月3日   | 1923年10月27日 | 沖縄県警察部長                | 休職                        |                      |
| 25 | 警察部長               | 谷龍之助   | 1923年10月27日 | 1924年12月20日 | 警察講習所教授                |                             |                      |
| 26 | 書記官 警察部長        | 内海忠司   | 1924年12月20日 | 1925年8月17日  | 島根県警察部長                | 佐賀県書記官・警察部長      |                      |
| 27 | 書記官 警察部長        | 斎藤樹     | 1925年8月17日  | 1926年9月28日  | 宮崎県書記官・警察部長        | 警察講習所教授 兼内務事務官 |                      |
| 28 | 書記官 警察部長        | 梅津芳三   | 1926年9月28日  | 1927年5月17日  | 兵庫県内務部地方課長          | 山梨県書記官・警察部長      |                      |
| 29 | 書記官 警察部長        | 斎藤俊平   | 1927年5月17日  | 1928年1月20日  | 宮崎県書記官・警察部長        | 愛媛県書記官・内務部長      |                      |
| 30 | 書記官 警察部長        | 麻生亮蔵   | 1928年1月20日  | 1929年7月8日   | 岡山県書記官・学務部長        | 石川県書記官・警察部長      |                      |
| 31 | 書記官 警察部長        | 本間精     | 1929年7月8日   | 1930年8月28日  | 福岡県内務部農林課長          | 山口県書記官・警察部長      |                      |
| 32 | 書記官 警察部長        | 田中修     | 1930年8月28日  | 1931年8月13日  | 鳥取県書記官・警察部長        | 広島県書記官・警察部長      |                      |
| 33 | 書記官 警察部長        | 近藤壌太郎 | 1931年8月13日  | 1931年12月24日 | 岡山県書記官・学務部長        | 香川県書記官・警察部長      |                      |
| 34 | 書記官 警察部長        | 中野与吉郎 | 1931年12月24日 | 1932年6月30日  | 島根県書記官・学務部長        | 福井県書記官・警察部長      |                      |
| 35 | 書記官 警察部長        | 久保田畯   | 1932年6月30日  | 1935年1月19日  | 岐阜県書記官・学務部長        | 愛媛県書記官・経済部長      |                      |
| 36 | 書記官 警察部長        | 今松治郎   | 1935年1月19日  | 1936年4月25日  | 宮城県書記官・学務部長        | 警視庁官房主事              |                      |
| 37 | 書記官 警察部長        | 石原専一   | 1936年4月25日  | 1939年4月21日  | 大分県書記官・経済部長        | 熊本県書記官・警察部長      |                      |
| 38 | 書記官 警察部長        | 佐藤彰三   | 1939年4月21日  | 1940年4月10日  | 大阪府警察部 特別高等警察課長 | 富山県書記官・総務部長      |                      |
| 39 | 書記官 警察部長        | 館林三喜男 | 1940年4月10日  | 1941年9月6日   | 内務事務官・警保局            | 内務事務官・警保局          |                      |
| 40 | 書記官 警察部長        | 汐谷薫     | 1941年9月6日   | 1942年11月1日  | 内務事務官・警保局            | 福岡県官房長                |                      |
| 41 | 部長 警察部長          | 岩沢博     | 1942年11月1日  | 1944年4月27日  | 鳥取県書記官・警察部長        | 警視庁消防部長              |                      |
| 42 | 部長 警察部長          | 丹羽喬四郎 | 1944年4月27日  | 1944年8月1日   | 千葉県官房長                  | 内務省警保局外事課長        |                      |
| 43 | 部長 警察部長          | 金山国治   | 1944年8月1日   | 1945年4月21日  | 厚生省衛生局医務課長          | 内務省防空総本部救護課長    |                      |
| 44 | 部長 警察部長          | 川合寿人   | 1945年4月21日  | 1945年10月13日 | 警視庁警務官・警備隊長        | 休職                        |                      |
| 45 | 部長 警察部長          | 秋葉保広   | 1945年10月13日 | 1945年10月27日 | -                             | -                           | 兼任 本務:群馬県部長 |
| 46 | 部長 警察部長          | 弘津恭輔   | 1945年10月27日 | 1946年4月1日   | 内閣調査局調査官              | -                           |                      |
| 46 | 地方事務官 警察部長    | 弘津恭輔   | 1946年4月1日   | 1946年6月8日   | -                             | 内務事務官 警察大学校教頭   |                      |
| 47 | 地方事務官 警察部長    | 武藤文雄   | 1946年6月8日   | 1947年2月24日  | 内務事務官・警保局            | 内務省警保局公安第一課長    |                      |
| 48 | 地方事務官 警察部長    | 関口八太郎 | 1947年2月24日  | 1947年5月2日   | 厚生省勤労局紹介課長          | 経済安定本部                |                      |
| 49 | 地方事務官 警察部長    | 小杉平一   | 1947年5月2日   | 1948年3月6日   | 高知県警察部長                | 東京警察管区本部警備部長    |                      |

## 主な事件
- 群馬事件
- 川俣事件
- 高崎区裁判所襲撃事件